# کفر رام
کفر رام (به عربی: کفر رام) یک روستا در سوریه است که در استان حمص واقع شده‌است. کفر رام ۲٬۱۱۵ نفر جمعیت دارد و ۸۵۰–۱٬۱۵۰ متر بالاتر از سطح دریا واقع شده‌است.